# 전북유니텍고등학교
전북유니텍고등학교(全北유니텍高等學校)는 대한민국 전북특별자치도 장수군 장계면 장계리에 있는 공립 고등학교이다.

## 학교 연혁
- 1955년 4월 27일 : 장계고등학교 인가(3학급)
- 1962년 2월 21일 : 장계임업고등학교로 학칙 변경
- 1966년 12월 30일 : 장계농업고등학교로 학칙 변경
- 1972년 9월 16일 : 장계종합고등학교로 학칙 변경(9학급)
- 1980년 9월 1일 : 장계중.고 분리(6학급)
- 1984년 8월 18일 : 장계고등학교로 학칙 변경
- 1992년 10월 7일 : 장계공업고등학교로 학칙 변경
- 2020년 3월 1일 : 전북유니텍고등학교로 교명 변경(조리제빵과 신설)
- 2023년 3월 1일 : 제22대 양운모 교장 부임
- 2024년 1월 5일 : 제67회 졸업식(졸업생 37명, 총 5,094명)
- 2024년 3월 4일 : 학과개편(EV기계과, 조리테크과)

## 설치 학과
- 자동차기계과
- 조리제빵과
- EV기계과
- 조리테크과

## 참고 자료
- 전북유니텍고등학교 - 한국교육학술정보원 학교알리미